# Bevo HC
Bevo Heldia Combinatie is een handbalvereniging uit Panningen in de Nederlandse provincie Limburg. De vereniging is ontstaan door een fusie tussen BEVO uit Beringe en Heldia uit Panningen in 1987.
In het bestaan van de club wist de herenkant eenmaal het landskampioenschap en de beker te winnen en driemaal werd de Supercup gewonnen. Sinds de promotie uit de eerste divisie in 1998 speelt het herenteam op het hoogste niveau handbal in Nederland. De dameskant wist geen enkele landelijke titel te behalen.

## Geschiedenis

### Heldia en BEVO gaan samenwerken (1985 - 1987)
Op 9 oktober 1985 zijn de twee handbalverenigingen in de gemeente Helden, Heldia en Fancom/BEVO besprekingen begonnen om tot een betere samenwerken te komen. "Wij willen de beschikbare uren in de sporthal efficiënter gaan gebruiken en de handbalsport promoten. Dat kun je beter met twee clubs doen dan in je eentje”. als dus de toenmalige voorzitter van Heldia.
Persbericht rond de jaarwisseling van 1985 en 1986 dat er een fusering plaatsvond tussen de handbalverenigingen BEVO en Heldia. De leden van beide clubs gaven de goedkeuring. De nieuwe clubnaam en clubkleuren werden snel daarna ook bekendgemaakt. De nieuwe fusie zou de naar H.V. BEVO Heldia Combinatie heten met de kleuren Geel-groen. Door middel van deze fusie wil de nieuwe vereniging een positieve bijdrage leveren aan het handbalniveau in de gemeente en daarnaast de aanwas, de breedtesport en het recreatieve handbal nieuwe impulsen te geven. Daarbij zal ook veel aandacht besteed worden aan de jeugd in het algemeen. Ook de interne opleiding en begeleiding van de trainers en coaches krijgt een hoge prioriteit. De vorming van een sterk kader zal zeer zeker niet vergeten worden.
Op 24 mei 1986 maakten Heldia en BEVO bekend niet te fuseren. De gemeente Helden wilde ook een duit in het zakje doen en niets leek een fusie van de twee handbalverenigingen in de weg te staan. Plotseling moesten alle plannen de koelkast in en uiteindelijk ontaardde de zo vreedzaam begonnen onderhandelingen zelfs in een ordinaire burenruzie. "We gaan hier niet uit de doeken doen wat er zich allemaal afspeelde, Geen fusie handbalvereniging Heldia met BEVO". Aldus de voorzitter van Heldia. Op 21 april 1986 deelde de heer E. Gielen, namens  het bestuur van BEVO aan het bestuur van Heldia mede dat een fusie op financiële gronden van geen doorgang kan vinden.
Op 19 februari 1987 werd er weer opnieuw vergaderd onder voorzitterschap van Mw. Wayen en dhr. Vossen van het NHV afdeling Limburg. En werd de intentie tot samenwerking, dus te komen tot een fusie uitgesproken. De gemeente Helden verleende hun medewerking en  gelden ter beschikking te stellen, onder voorwaarde dat de fusie doorgang zou vinden. Per 1 juli 1987 zou BEVO en Heldia onder de nieuwe naam spelen BEVO Heldia Combinatie (BHC).

### Rustige jaren '90 (1987 - 1998)
Het eerste herenteam start na de fusie in de eerste divisie, waar het de plaats van Fandom/Bevo inneemt. In de beginjaren weet het team enkele kleine successen te boeken, maar weet geen stabiele factor te worden in de eredivisie. In 1989, 1991 en 1995 werd het herenteam eerste in de eerste divisie, maar degradeerde telkens binnen één seizoen terug naar de eerste divisie. In 1998 promoveerde het team weer naar de eredivisie. Echter was het verblijf deze keer langer dan één seizoen.

### Stabiele factor eredivisie (1998 - 2003)
Meteen na de intrede in de eredivisie weet de herenkant van Bevo HC tweemaal degradatie te voorkomen door op de achtste plaats te eindigen. De opvolgende seizoenen wist het herenteam langzamerhand te klimmen in de klassering van de eredivisie. In het seizoen 2000-2001 speelde Bevo HC de bekerfinale tegen Sittardia, maar verloor deze wedstrijd en greep naast de beker. In het seizoen 2002-2003 weet het herenteam de vijfde plek te bemachtigen. Ook speelt het herenteam in dit seizoen de finalewedstrijd in de bekercompetitie, maar verloor deze finale van Aalsmeer.

### Eerste landelijke prijzen en Europees handbal (2003 - 2013)
In het seizoen 2003-2004 weet het herenteam van Bevo HC als eerste te eindigen in de reguliere competitie. In de kampioenspoule weet het herenteam zich te kwalificeren voor de Best of Three, maar verlies de finalestrijd van Aalsmeer. Omdat Aalsmeer zowel de landstitel en beker won, kwalificeerde Bevo HC zich voor de eerste keer een Europees toernooi. In het Europese kwalificatiewedstrijd weet Bevo HC geen stand te houden tegen US Ivry Handball en verlies met grote getallen. Hierna speelde Bevo HC nog enkele keren een Europees toernooi.
In de seizoenen 2003-2004, 2004-2005, 2006-2007 en 2007-2008 weet Bevo HC de finale te bereiken in de bekercompetitie, maar verlies deze respectievelijk tegen Aalsmeer, Tachos, Volendam en weer Aalsmeer. Desondanks weet Bevo HC wel in 2004 en 2007 de Nederlandse Supercup te winnen.
Tot 2008 weet Bevo HC zich te kwalificeren voor de kampioenspoule, maar kon zich niet plaatsen voor de Best of Three. In 2008 weet Bevo HC wel de finalewedstrijden te spelen, maar verloor weer tegen Aalsmeer. De opvolgende seizoenen ging gepaard met enkele mindere resultaten, in de seizoenen 2010-2011 en 2012-2013 weet het herenteam zich niet te plaatsen voor de kampioenspoule.

### Landskampioenschap en bekerwinnaar (2013 - heden)
Eurotech/Bevo HC behaalde onder Martin Vlijm in 2013/14 voor de derde keer in de clubhistorie de Best of Tree finales. De tegenstander was het Zuid-Limburgse Limburg Lions. De eerste wedstrijd speelde Bevo uit in Sittard. Bevo won met 1 doelpunt verschil van Limburg Lions (21-22). De tweede wedstrijd werd gespeeld in de eigen hal, De Heuf. Bevo kon de wedstrijd beslissen om alleen te winnen. Bevo sloeg er niet in, in de laatste seconde scoorde Ivo Steins, van de Lions de 26-27 in en moest er een derde wedstrijd gehouden worden in Sittard. Na twee verlengingen besliste Dario Polman (van Bevo HC) met een goal, en de bal op de lat van Joeri Verjans (van Limburg Lions) de wedstrijd (28-29) en werd Bevo HC voor de eerste keer landskampioen van Nederland. In 2014 weet Bevo HC ook de Nederlandse Supercup te winnen.
In 2015 stond Bevo HC in de finale van de BENE-League tegen Limburg Lions. Deze wedstrijd werd uit verloren met 27-25.
De opvolgende seizoenen wist Bevo HC geen prijzen meer te winnen in de nationale competitie. Tot in 2018 Bevo HC onder leiding van Jo Smeets de nationale beker weet te winnen door Aalsmeer te verslaan. De strijd om de Supercup werd in 2018 verloren tegen landskampioen Aalsmeer.
In het seizoen 2019/20 eindigde Bevo als derde in de Eredivisie. Tevens werd het tweede heren team van Bevo HC kampioen in de Eerste divisie. In de zomer van 2020 vertrokken doelman Arjan Versteijnen naar Achilles Bocholt, veldspeler Yme Bertels naar Initia Hasselt en veldspeler Daniel Eggert keerde terug naar zijn geboorteland Denemarken. Door het vertrek van Robin Jansen naar het Duitse TV Emsdetten heeft Bevo zich versterkt met de Belgische Joris Gillé.

## Selectie 2020/21
De selectie van het eerste herenteam van Bevo HC dat uitkomt in de BENE-League seizoen 2020/21;
| Nr.          | Naam                   | Nationaliteit | Vorige club      |
| ------------ | ---------------------- | ------------- | ---------------- |
| Keepers      |                        |               |                  |
| 1            | Bram van Grunsven      | Nederland     | Helios '72       |
| 16           | Mika Schoolmeesters    | Nederland     | Eigen jeugd      |
| 69           | Ivo Verberne           | Nederland     | Eigen jeugd      |
| Hoekspeler   |                        |               |                  |
| 2            | Sybren Stijweg         | Nederland     | Internos         |
| 11           | Niels Poot             | Nederland     | Limburg Lions    |
| 18           | Jeroen van den Beucken | Nederland     | Eigen jeugd      |
| 26           | Guus van den Heuvel    | Nederland     | Eigen jeugd      |
| Opbouwspeler |                        |               |                  |
| 9            | Nick de Kuyper         | Nederland     | Tongeren         |
| 10           | Jordin van Berlo       | Nederland     | Eigen jeugd      |
| 14           | Max de Lange           | Nederland     | Kreasa Houthalen |
| 15           | Kobe Serras            | België        | OLSE Merksem     |
| 19           | Nick van den Beucken   | Nederland     | Eigen jeugd      |
| 21           | Joris Gillé            | België        | Tongeren         |
| 79           | Dario Polman           | Nederland     | HSG Krefeld      |
| Cirkelspeler |                        |               |                  |
| 23           | Niek Jordens           | Nederland     | MHV '81          |

Technische staf
| Functie             | Naam              | Nationaliteit |
| ------------------- | ----------------- | ------------- |
| Hoofdtrainer        | Jo Smeets         | België        |
| Assistent-coach     | Lambert van Berlo | Nederland     |
| Begeleider          | Peter Kersten     | Nederland     |
| Begeleider          | Ruud Flos         | Nederland     |
| Teammanager         | Eric Hunnekens    | Nederland     |
| Medische begeleider | Peter Slots       | Nederland     |
| Medische begeleider | John van Ratingen | Nederland     |
| Medische begeleider | Eric Driessen     | Nederland     |

## Lijst van trainers
Heren
- 2002–2004:  Piërre Jansen
- 2004–2005:  Eddy Thomassen &  Henk Rutten
- 2005–2008:  Robert Nijdam
- 2008–2011:  Piotr Konitz
- 2011–2012:  William Gommans
- 2012–2012:  Lambert van Berlo
- 2013–2017:  Martin Vlijm
- 2017–2021:  Jo Smeets
- 2021–2022:  Danny van Katwijk (a.i.)
- 2022–2023:  Richard Curfs
- 2023–heden:  Hans van Dijk

## Resultaten

### Heren (1988 - heden)
- 1988 2e
Eerste divisie B
- 1989 1e
Eerste divisie B
- 1990 12e
Eredivisie
- 1991 1e
Eerste divisie B
- 1992 11e
Eredivisie
- 1993 5e
Eerste divisie B
- 1994 2e
Eerste divisie B
- 1995 1e
Eerste divisie B
- 1996 9e
Eredivisie
- 1997 4e
Eerste divisie B
- 1998 1e
Eerste divisie B
- 1999 7e
Eredivisie
- 2000 7e
Eredivisie
- 2001 6e
Eredivisie
- 2002 6e
Eredivisie
- 2003 5e
Eredivisie
- 2004 2e
Eredivisie
- 2005 3e
Eredivisie
- 2006 6e
Eredivisie
- 2007 3e
Eredivisie
- 2008 3e
Eredivisie
- 2009 2e
Eredivisie
- 2010 3e
Eredivisie
- 2011 7e
Eredivisie
- 2012 5e
Eredivisie
- 2013 7e
Eredivisie
- 2014 1e
Eredivisie
- 2015 4e
Eredivisie
- 2016 2e
Eredivisie
- 2017 5e
Eredivisie
- 2018 4e
Eredivisie
- 2019 3e
Eredivisie
- 2020 2e
Eredivisie
- 2021 3e
HandbalNL League
- 2022 4e
HandbalNL League
- 2023 5e
HandbalNL League

- HandbalNL League
- Eredivisie
- Eerste divisie

### Dames (2007 - heden)
- 2003 1e
Regioklasse B
- 2004 4e
Hoofdklasse B
- 2003 7e
Hoofdklasse B
- 2004 8e
Hoofdklasse B
- 2005 5e
Hoofdklasse B
- 2006
Hoofdklasse B
- 2007 6e
Hoofdklasse B
- 2008
Hoofdklasse B
- 2009 1e
Hoofdklasse B
- 2010
Eerste divisie
- 2011 11e
Eredivisie
- 2012
Eerste divisie
- 2013 6e
Eerste divisie
- 2014
Eerste divisie
- 2015 6e
Eerste divisie
- 2016 12e
Eerste divisie
- 2017 7e
Eerste divisie
- 2018 14e
Eerste divisie
- 2019 2e
Tweede divisie B
- 2020 5e
Tweede divisie B
- 2021
Tweede divisie B
- 2022 3e
Tweede divisie B
- 2023
Tweede divisie B
- 2024 5e
Tweede divisie B

- Eredivisie
- Eerste divisie
- Tweede divisie
- Hoofdklasse

## Europees handbal
| Seizoen | Competitie       | Ronde | Land                           | Club                    | Totaalscore | 1e W    | 2e W    |
| ------- | ---------------- | ----- | ------------------------------ | ----------------------- | ----------- | ------- | ------- |
| 2004/05 | Cup Winners’ Cup | 2R    | Vlag van Frankrijk             | US Ivry Handball        | 63 - 44     | 33 - 26 | 30 - 18 |
| 2005/06 | EHF Cup          | 1R    | Vlag van Kosovo                | KH "Besa Famiglia" Pejä | 53 - 57     | 28 - 29 | 25 - 28 |
| 2005/06 | EHF Cup          | 2R    | Vlag van Turkije               | Besiktas Istanbul       | 78 - 63     | 42 - 28 | 36 - 35 |
| 2007/08 | Cup Winners’ Cup | 1R    | Vlag van Kosovo                | KH Kastrioti-Ferizaj    | 72 - 43     | 37 - 19 | 35 - 24 |
| 2007/08 | Cup Winners’ Cup | 2R    | Vlag van Portugal              | F.C. do Porto/Vitalis   | 75 - 50     | 39 - 21 | 35 - 29 |
| 2009/10 | EHF Cup          | 1R    | Vlag van Bosnië en Herzegovina | RK Borac                | 54 - 41     | 28 - 19 | 28 - 22 |
| 2014/15 | Champions League | Kwa.  | Vlag van Wit-Rusland           | Elverum Handball Herrer | 32 - 23     |         |         |
| 2014/15 | Champions League | Kwa.  | Vlag van Servië                | HC Vojvodina            | 33 - 29     |         |         |
| 2014/15 | EHF Cup          | 2R    | Vlag van Slowakije             | HK AGRO Topolcany       | 59 - 49     | 32 - 25 | 27 - 24 |
| 2020/21 | European Cup     | 2R    | Vlag van Israël                | AS SGS Ramhat Rashon    |             |         |         |

## Erelijst

### Heren
| Competitie         | Aantal | Jaren                              |
| ------------------ | ------ | ---------------------------------- |
| Nationaal          |        |                                    |
| Landskampioenschap | 1x     | 2013/14                            |
| Bekerwinnaar       | 1x     | 2017/18                            |
| Supercup           | 3x     | 2004, 2007, 2014                   |
| Eerste divisie     | 4x     | 1988/89, 1990/91, 1994/95, 1997/98 |

### Dames
| Competitie     | Aantal | Jaren   |
| -------------- | ------ | ------- |
| Nationaal      |        |         |
| Tweede divisie | 1x     | 2007/08 |
| Hoofdklasse    | 1x     | 2002/03 |